# Andrachne stenophylla
Andrachne stenophylla är en emblikaväxtart som beskrevs av Kossinsky. Andrachne stenophylla ingår i släktet Andrachne och familjen emblikaväxter. Inga underarter finns listade i Catalogue of Life.